# Edizioni San Paolo
Edizioni San Paolo − włoskie wydawnictwo katolickie z siedzibą w Cinisello Balsamo, założone w 1927 przez ks. Jakuba Alberione.

## Historia
Wydawnictwo uzyskało aprobatę biskupią 12 marca 1927 jako Pia Società San Paolo. W 1937 ks. Alberione założył Romana Editrice Film (REF), które po II wojnie światowej zmieniło nazwę na San Paolo Film. Pia Società San Paolo zajmuje się ewangelizacją w mediach. Zakonnicy, do których koncern należy, publikują czasopisma, wydają materiały audiowizualne (Paoline Editoriali Audiovisivi). Edizioni San Paolo jest wydawnictwem, które należy do męskiej gałęzi zgromadzenia paulistów. Żeńska gałąź posiada własne wydawnictwo Edizioni Paoline.

## Periodyki
Edizioni San Paolo wydają następujące tytułu prasy włoskiej:
- „Famiglia Cristiana”
- „Jesus”
- „Madre di Dio”
- „Credere”
- „Famiglia Oggi”
- „Ben Essere”
- „Vita Pastorale”
- „La Domenica”
- „Parola e Preghiera”
- „Gazzetta d'Alba”
- „Il Cooperatore Paolino”
- „Il Giornalino”
- „G Baby”